# Kostel svatého Jakuba apoštola (Hřivice)
Kostel svatého Jakuba apoštola v Hřivicích je římskokatolický farní kostel zasvěcený svatému Jakubovi v Hřivicích v okrese Louny. Od roku 1964 je chráněn jako kulturní památka. Stojí na úpatí údolního svahu potoka Hasiny v jihozápadním cípu návsi.

## Historie

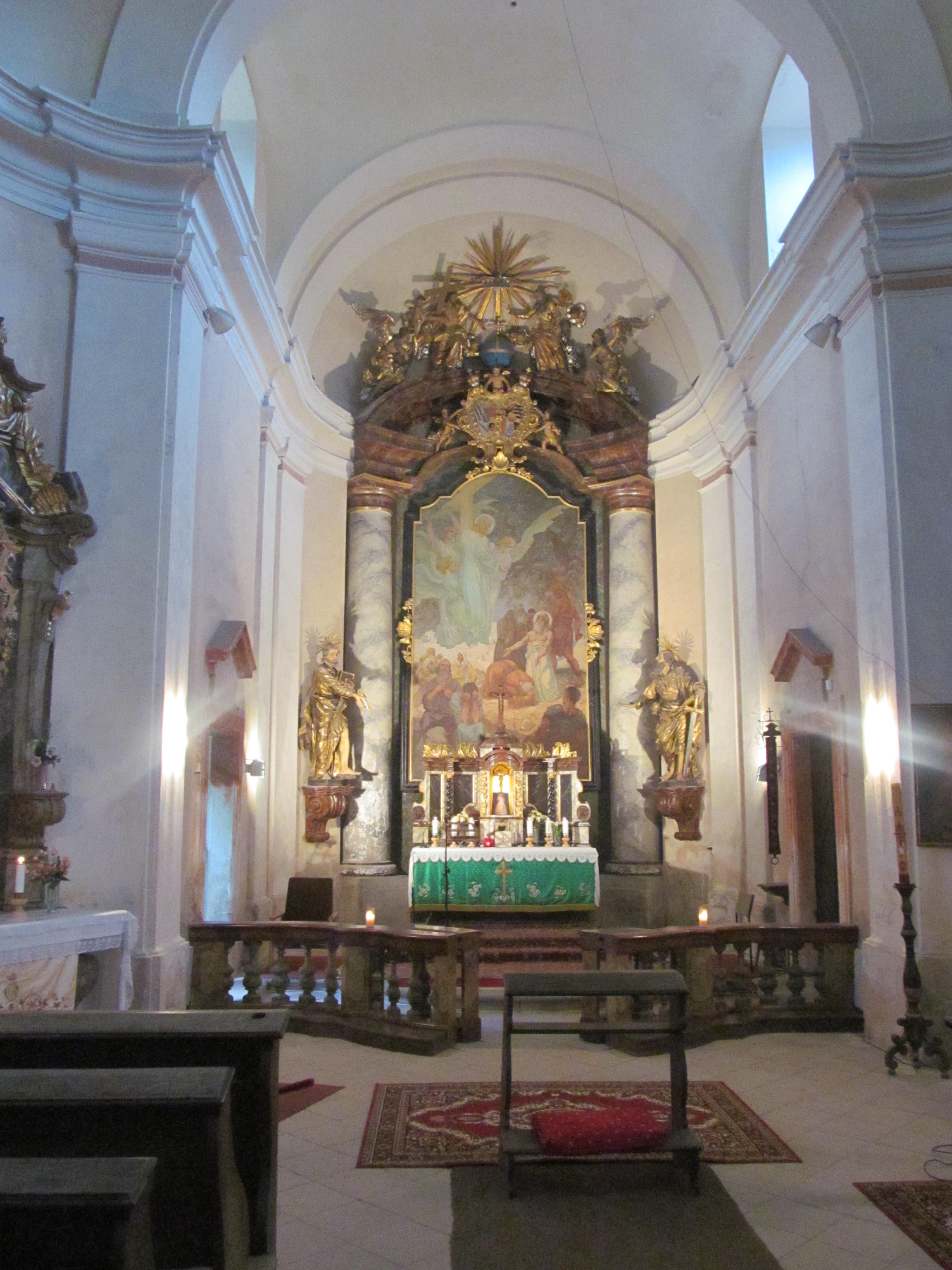
Interiér kostela

Nejstarší písemná zmínka o kostele pochází z roku 1355. Dne 3. července odkázala vdova po lounském konšelu Mikuláši Vlčkovi hřivickému faráři Velislavovi jednu kopu grošů ročně. Až do roku 1425 pak následuje nesouvislá řada pěti dalších duchovních správců, z nichž Rudolf z Hořan (1397) byl rytířského stavu. Hřivický kostel byl vybavený slušným nemovitým majetkem. V předhusitském období platil ze žateckého děkanátu pátý nejvyšší desátek. Ze 16. století známe jmény jen dva faráře, Jiřího Klučovského a Jana Lukvina, naposledy připomínaného v roce 1549. Po polovině 16. století pravděpodobně nebyla hřivická fara obsazena. Začátkem osmdesátých let totiž na faře sídlil jakýsi Mikuláš Tkadlec, který byl dlužen šlechtičně Aleně z Močidlan na Hrádku. V roce 1603 se ale v kostele mše prokazatelně sloužily. Je proto možné, že se už před třicetiletou válkou stal hřivický Svatý Jakub kostelem filiálním ke kostelu Nanebevzetí Panny Marie v Opočně, jak tomu bylo po třicetileté válce. Pro opočenskou farnost včetně Hřivic se zavedly matriky v roce 1648.
Součástí kostelního areálu je zděná zvonice. Je patrně starší než dnešní budova kostela. Profilace ostění oken v horní části věže se zdá naznačovat vzniku stavby ve druhé polovině 17. století. Ve zvonici je umístěn zvon Jakub z roku 1506. Existence zvonice je zřejmě důvodem, proč při novostavbě kostela nebyla postavena věž. Příčinou novostavby měl být požár, ke kterému došlo snad na počátku 20. let 18. století. Z roku 1723 totiž pochází projekt nového kostela, který vypracoval schwarzenberský architekt Anton Erhard Martinelli. Stavbu financoval schwarzenberský patronátní úřad.
Ve čtyřicátých letech 19. století usilovali Hřivičtí o zřízení lokálie. Za tím účelem se v roce 1847 stavěla nová farní budova, do níž se o rok později nastěhoval duchovní. Hřivický kostel se tak stal lokálií farního kostela v Opočně. V roce 1858 byla hřivická farnost obnovena, do jejího okrsku patřily vesnice Konětopy, Pnětluky, Markvarec a Solopysky. Roku 2016 byla fasáda kostela rekonstruována.
Duchovní správci kostela jsou uvedeni na stránce: Římskokatolická farnost Hřivice.

## Stavební podoba

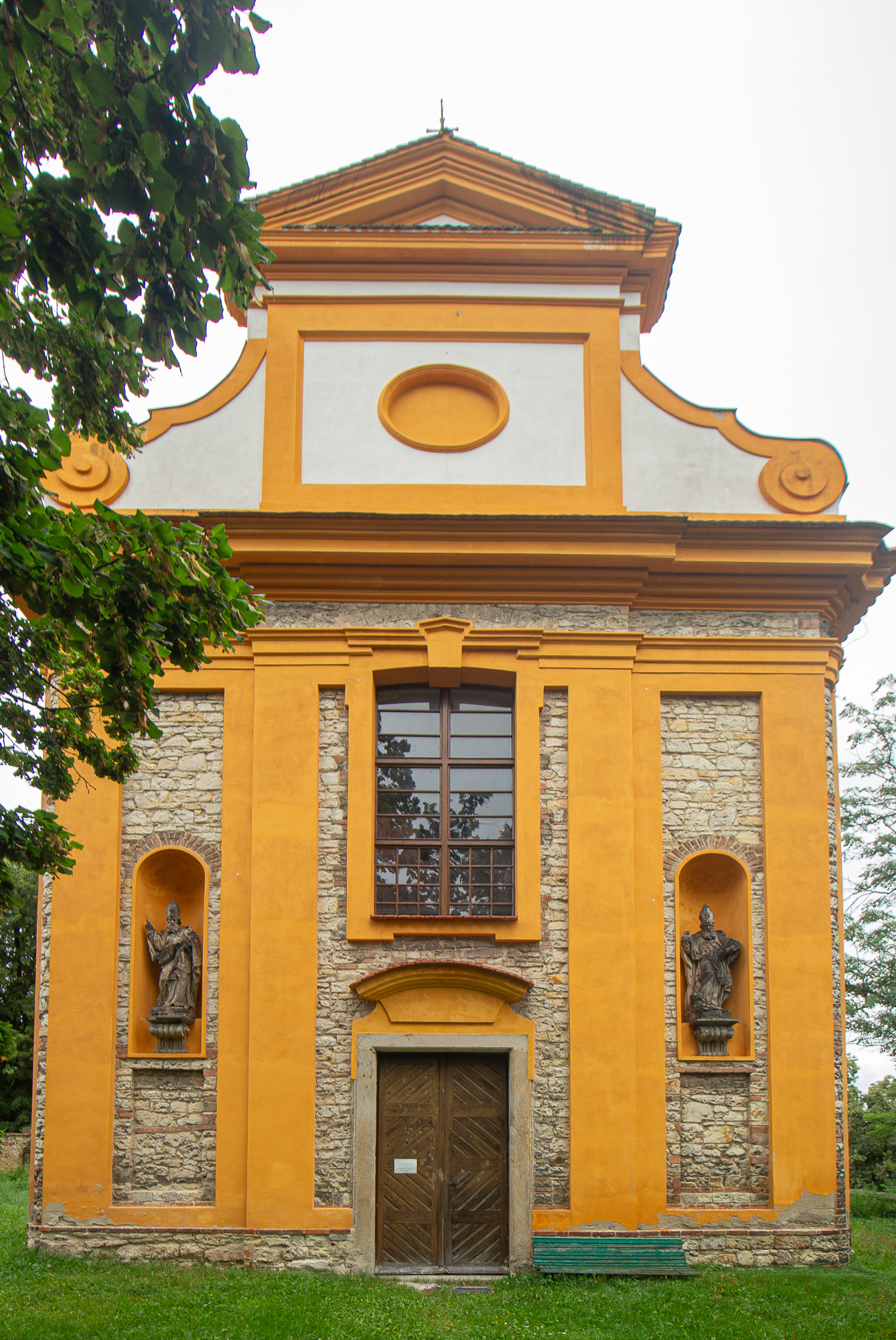
Západní průčelí

Jednolodní kostel má obdélníkový půdorys se zaoblenými nárožími a polokruhově zakončený presbytář, k jehož jižní straně je připojena sakristie zaklenutá křížovou klenbou. Boční fasády jsou rozčleněné lizénovými rámci a obdélnými okny. Dominantní částí kostela je vstupní průčelí rozdělené lizénovými rámci. Ve střední části je vstupní portál a výklenky v užších bočních částech obsahují sochy svatého Vojtěcha a svatého Prokopa z roku 1746 od Františka Rottera. Další socha (svatý Kryštof) ze stejné doby, jejímž je pravděpodobným autorem, stojí ve výklenku v nejzazší části presbytáře. Průčelí je dále zdůrazněno vysokým kladím, nad kterým je štít s volutovými křídly a trojúhelníkovým nástavcem.
Střední část kostelní lodi je zaklenutá plackovou klenbou, na kterou nad kruchtou a u vítězného oblouku navazují pole talířové klenby. V presbytáři je také použita příčná placková klenba, na kterou v závěru navazuje koncha oddělená pásem, který přechází do dvojice pilastrů v bočních zdech. Dvojice portálů v bočních zdech vede na hřbitov a do sakristie.

## Zařízení
Uvnitř převažuje rokokové zařízení, ale hlavní portálový oltář z první čtvrtiny 18. století je barokní. Zdobí ho obraz Stětí svatého Jakuba z 20. století od E. Neumanna a tři sochy: svatý Petr, svatý Pavel a Nejsvětější Trojice. Rokokový boční oltář svaté Anny Samotřetí, který vznikl po polovině 18. století, doplňují sochy svatého Jana Nepomuckého a svatého Josefa. K vybavení dále patří kazatelna se sochou žehnajícího Krista a čtrnáct rustikálních barokních obrazů křížové cesty. Autorem kazatelny a soch v interiéru je pravděpodobně také František Rotter.
Od roku 1742 jsou v kostele uváděny varhany, zřejmě malý pozitiv. Roku 1768 vyrobil varhanář z Lokte Josef Pleyer pro Hřivice nový, větší nástroj. Ten roku 1896 do současné podoby upravila pražská firma Rejna a Černý.

## Galerie

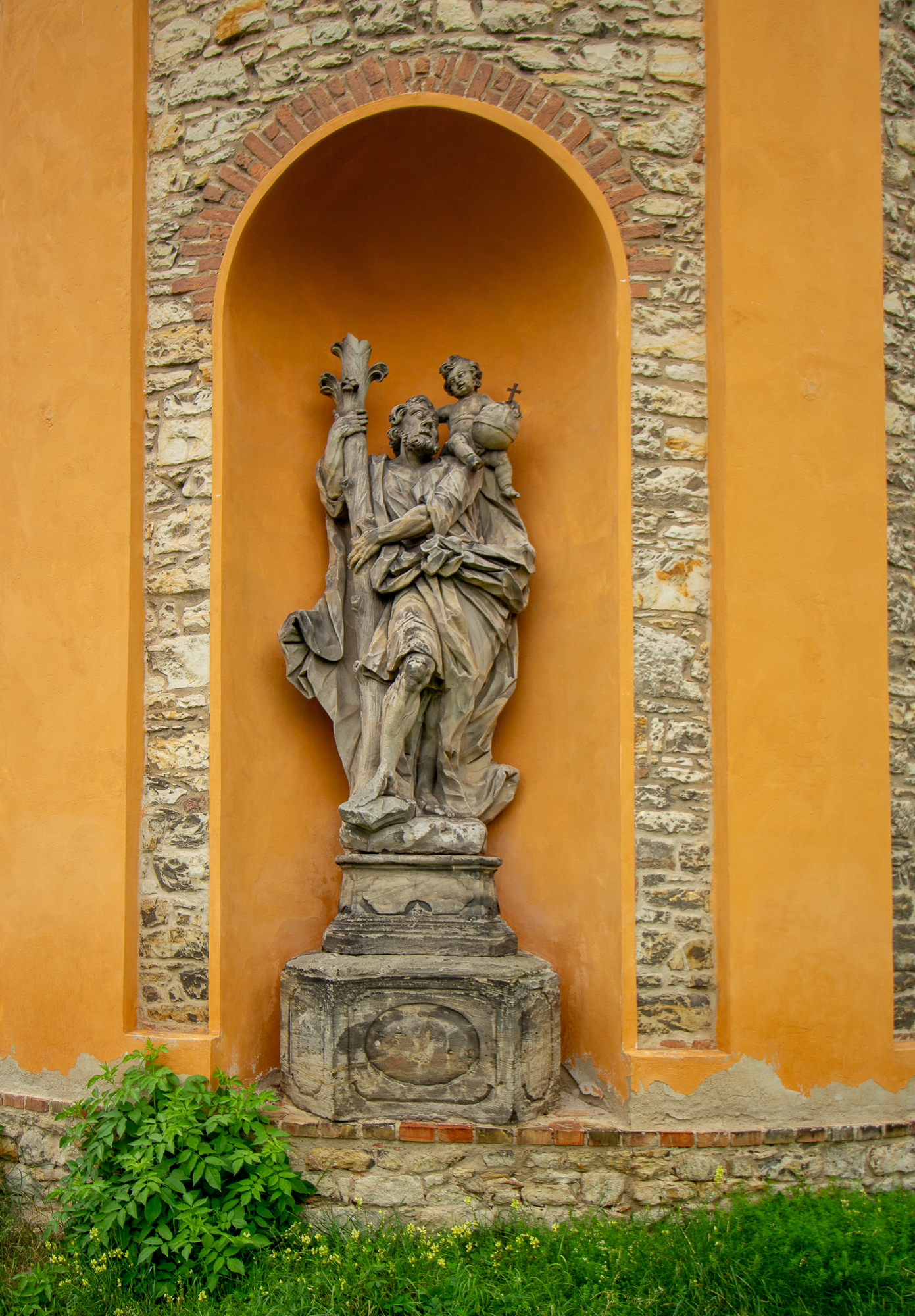
Plastika sv. Kryštofa na vnější straně presbytáře
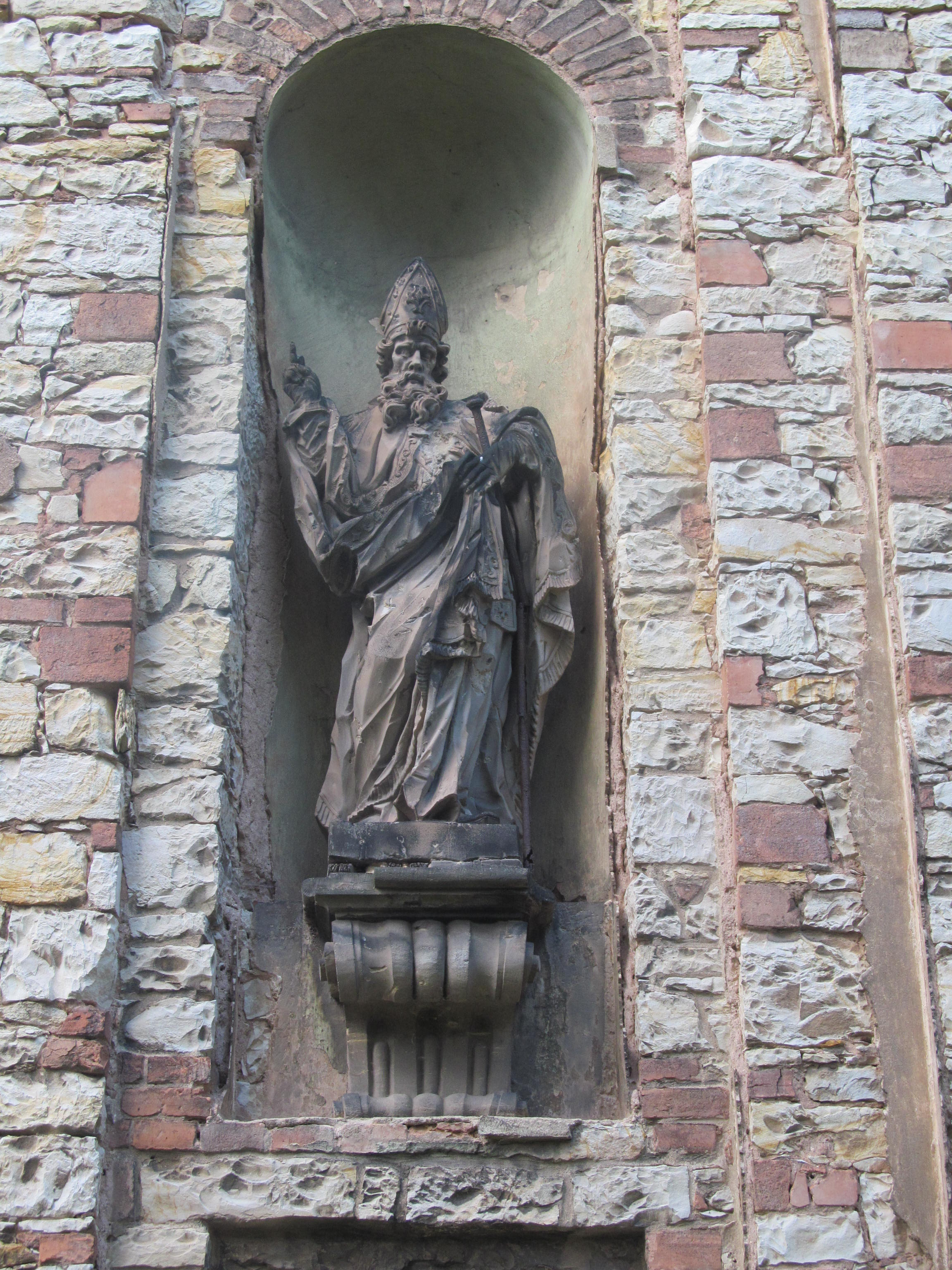
Plastika sv. Vojtěcha na průčelí kostela
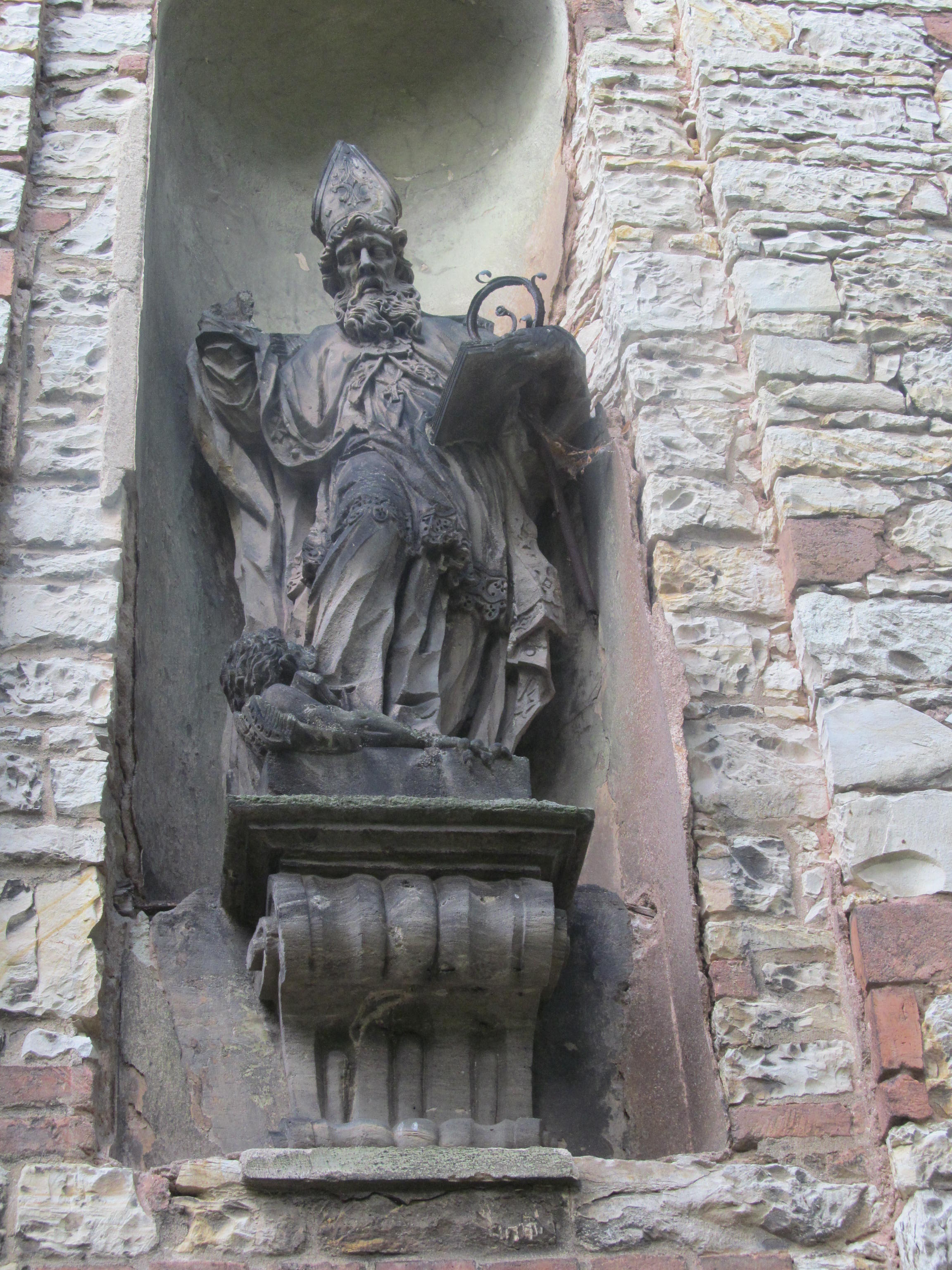
Plastika sv. Prokopa na průčelí kostela